# Huacaraje
Huacaraje – miasto w Boliwii, w departamencie Beni, w prowincji Itenez.